# Gakkou Gurashi!
Gakkou Gurashi! (がっこうぐらし！, Gakkō Gurashi!, “Vida Escolar!”) é um mangá japonês de drama e horror com elementos de comédia criado por Norimitsu Kaihō e publicado pela Houbunsha. Uma adaptação em anime de 12 episódios foi anunciada em agosto de 2014 pela revista Manga Time Kirarara Forward e foi ao ar em julho de 2015.

## Sinopse
A história mostra o cotidiano de quatro garotas colegiais, Yuki Takeya, Kurumi Ebisuzawa, Miki Naoki (Também conhecida como Mii-kun) e Yuuri Wakasa, sendo a última a líder do grupo. Que residem em sua escola devido a uma tragédia que se espalhou pelo local, transformando a população inteira em mortos-vivos. Yuki, a protagonista, após ver toda essa tragédia com seus próprios olhos acaba traumatizada e o resultado disso é uma fadiga mental que acaba fazendo-la ver o mundo de uma forma diferente. Como suas amigas não sabem como lidar com a situação, é fundado o “Clube de Vida Escolar” por influência de Megumi Sakura, professora delas e uma das sobreviventes. No decorrer da hístoria é contado vários acontecimentos. Como, por exemplo, o motivo do trauma de Yuki, como todas conheceram Miki e como ocorreu a morte de Megu-nee.

## Músicas

### Abertura
- “Friend Shitai” de Gakuen Seikatsubu (Yuki Takeya, Kurumi Ebisuzawa, Miki Naoki e Yuuri Wakasa).

### Finalização
- “Harmonize Clover” de Maon Kurosaki (eps 1-3, 5, 9)
- “We took each other's hand” de Kaori Sawada (ep 4)
- “Afterglow” de Maon Kurosaki (eps 6-8, 10, 11)
- “Friend Shitai” de Gakuen Seikatsubu (Yuki Takeya, Kurumi Ebisuzawa, Miki Naoki e Yuuri Wakasa) (ep 12).